# Bruce Baillie
Bruce Baillie (Aberdeen, 24 settembre 1931 – Camano, 10 aprile 2020) è stato un regista sperimentale statunitense e membro-fondatore del Canyon Cinema a San Francisco.

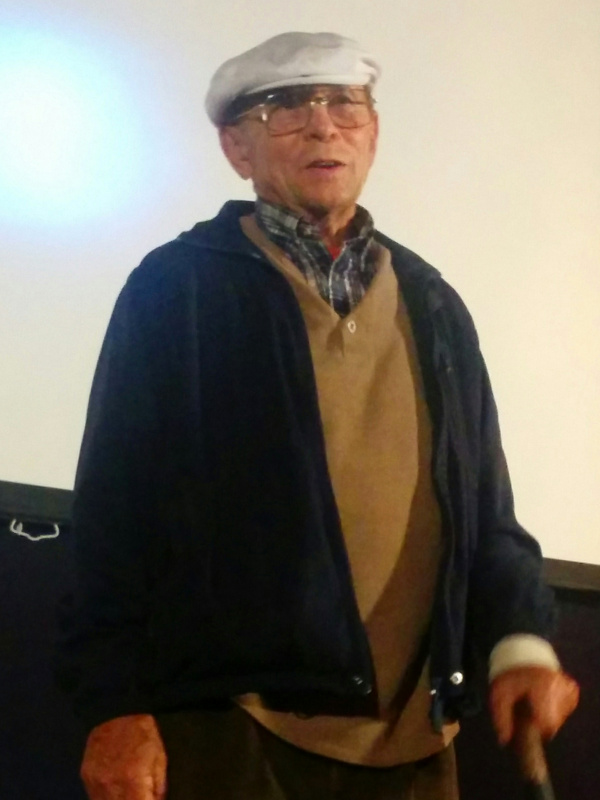
Bruce Baillie

Nel 1961, Baillie, insieme a Chick Strand, e altri registi, fondarono la San Francisco Cinematheque.
Un suo film, Castro Street, è stato inserito nel 1992 per preservazione nella United States National Film Registry.

## Filmografia
- On Sundays (1960-1961)
- David Lynn's Sculpture (1961, incompleto)
- Mr. Hayashi (1961)
- The Gymnasts (1961)
- Friend Fleeing (1962)
- Everyman (1962)
- News #3 (1962)
- Have You Thought of Talking to the Director? (1962)
- Here I Am (1962)
- A Hurrah for Soldiers (1962-1963)
- To Parsifal (1963)
- Mass for the Dakota Sioux (1964)
- The Brookfield Recreation Center (1964)
- Quixote (1964-1965, revised 1967)
- Yellow Horse (1965)
- Tung (1966)
- Castro Street (1966) filmato nella via Castro Street a Richmond in California.
- All My Life (1966)
- Still Life (1966)
- Termination (1966)
- Port Chicago Vigil (1966)
- Show Leader (1966)
- Valentin De Las Sierras (1967)
- Quick Billy (1970)
- Roslyn Romance (is It Really True?): Intro. 1 & II (1978)
- The Holy Scrolls (completed 1998)